# Bombylius fulvipes
Bombylius fulvipes är en tvåvingeart som beskrevs av Charles Joseph de Villers 1789. Bombylius fulvipes ingår i släktet Bombylius och familjen svävflugor. Inga underarter finns listade i Catalogue of Life.